# Sankaraguptam
Sankaraguptam (Telugu: శంకరగుప్తం) és un llogaret al Mandal de Malikipuram del districte d'East Godavari, a Andhra Pradesh, Índia. Es troba a la regió delta de Godavari coneguda com a Konaseema. Destaca per les seves activitats agràries, especialment, el coco, l'arròs i la casuarina, que són els principals cultius. Carnatic Mangalampalli Balamuralikrishna, un reconegut cantant de música carnàtica, va néixer al poble. Com a activitats turístiques, destaca la vora de la badia de Bengala i les diverses plantacions.

## Etimologia
Es creu que el nom Sankaraguptam (శంకరగుప్తం en telugu) deriva quan Sankara es va amagar aquí per protegir-se de Bhashmasura, que va ser beneït pel Senyor Sankara, la palma del qual fonia en cendres tota cap que gosés tocar. "Sankara" es refereix a Shiva i "guptam" es refereix al lloc on el Shiva es va amagar per protegir-se de Bhasmasura.

## Vida religiosa
Al temple local de Madanagopalaswamy, no confondre amb altres amb el mateix nom, el santuari de Krishna presenta una destral, en lloc de la flauta que normalment porta el déu. Muthyalamma i Mahalakshmi Amma són les deesses tradicionals del poble, per la qual cosa se les venera a un temple que es troba en Santhapeta, prop de l'oficina del panchayat. Els temples de Pydimamba talli i Sattema talli es troben en Rekapallivaripalem. El temple de Subrahmanya Swamy a la vora del Raktatulya atrau els devots cada dimarts. Hi ha una gran població de Smarta Brahmin, però no hi ha cap temple destinat a Shiva en el llogaret, malgrat el seu origen.
Els principals festivals religiosos celebrats són Sankranti al gener, i Vinayaka Chavithi a l'agost o setembre. A causa de la presència d'un gran nombre de cristians al poble, Nadal (el 25 de desembre) també se celebra. Les celebracions de Rama Navami també se celebren en moltes parts del llogaret.

## Demografia
Segons els censos de l'Índia, del 2001 i 2011, els detalls demogràfics d'aquest poble són els següents:
|                     | Cens de 2001 | Cens de 2011 |
| ------------------- | ------------ | ------------ |
| Població            | 10.768       | 11.528       |
| Relació entre sexes | 1.004        | 976          |
| Alfabetisme         | 70,04%       | 77,79%       |
| Nins (fins 6 anys)  | 1.329        | 990          |
| Nombre de llargs    | 2.608        | 2.929        |